# HIPERLAN
HIPERLAN ist der Oberbegriff für die Standards HIPERLAN/1, HIPERLAN/2, HIPERACCESS (früher HIPERLAN/3) und HIPERLINK (früher HIPERLAN/4). Die Standards beschreiben eine alternative Technologie zum IEEE-802.11-Standard, um Funknetze zwischen Rechnern aufzubauen. Sie wurden von der Arbeitsgruppe Broadband Radio Access Network (BRAN) des ETSI (European Telecommunication Standards Institute) ab 1996 definiert.
HIPERLAN ist ein Akronym und steht für High Performance Radio Local Area Network.
Die Standards bauen aufeinander auf und sind jeweils Weiterentwicklungen.
Die Standards haben sich auf dem Markt nicht durchsetzen können, obwohl sie technisch interessante Konzepte enthalten. Im Gegensatz zum IEEE 802.11-Standard verwendet HIPERLAN keine Signalisierung im ungeschützten ISM-Band bei 2,45 GHz und nutzten zum Entwicklungszeitpunkt den Frequenzbereich effizienter aus. Die unteren Layer wurden zu einem großen Teil in IEEE 802.11a übernommen.

## HIPERLAN/1
HIPERLAN/1 wurde 1996 von der BRAN-Arbeitsgruppe vollendet. Es sieht Datenübertragungsraten bis 23,5 Mbit/s bei 5 GHz (konkret: 5120–5300 MHz), wo unter anderem auch Geräte nach dem WLAN-Standard IEEE 802.11a betrieben werden. Es erreicht eine Reichweite in typischen Büroumgebungen von ca. 50 Meter, implementiert aber ein Verfahren, über das Knoten (Netzwerk) Datenpakete weiterleiten können, um größere Gebiete abzudecken.
Für den mobilen Einsatz, für den Funknetze prädestiniert sind, sind Stromsparmechanismen implementiert.
HIPERLAN/1 teilt seinen Frequenzbereich in 5 Kanäle.
Der Aufbau lehnt sich an das ISO-OSI-Referenzmodell an, jedoch wird der Data Link Layer (Sicherungsschicht) in zwei Teilschichten geteilt: Die MAC-Schicht (Medium Access Control, nicht zu verwechseln mit der MAC-Adresse) und die CAC-Schicht (Channel Access Control).

### MAC-Schicht
Die MAC-Schicht stellt neben Dienstprimitiven zum Versand und Empfang von Daten auch Funktionen zur Verschlüsselung und Energiesparfunktionen zur Verfügung. Dabei können den Datenpaketen fünf Prioritäten zugeordnet werden. Aus dieser Priorität wird die Backoff-Zeit berechnet, die beim Versand des Pakets gewartet wird.

### CAC-Schicht
Die CAC-Schicht regelt den Zugriff auf den Funkkanal. Dabei nutzt sie das EY-NPMA-Verfahren (Elimination-Yield Non-Preemptive Priority Multiple Access):
Bei freiem Kanal wird eine zufällige Zeit gewartet. Wurde in der Zeit das Medium nicht belegt, wird gesendet. Ist der Kanal jedoch belegt, wird in einem aus drei Phasen bestehenden Verfahren der nächste Sender ausgewählt:

#### Prioritisation-Phase
In der Prioritisation-Phase wird ein Burst-Frame nach einer konstanten Wartezeit, die mit der Priorität des Paketes multipliziert wurde, versandt. Alle Sender, deren Pakete eine geringere Priorität haben, werden so ausgeschaltet.

#### Contention-Phase
Da dabei mehrere Sender übrigbleiben können, werden in der aus zwei Teilphasen bestehenden Contention-Phase zunächst über ein Elimination Bursting weitere Sender aussortiert. Dabei wartet jeder übriggebliebene Sender eine zufällige Zeit und sendet dann einen Burst aus. Die Stationen, die am letzten Burst beteiligt waren, konkurrieren dann in einem Yield-Listening: Wer dort zuerst einen Burst aussendet, darf Daten übertragen.

#### Transmission-Phase
Die Datenübertragung selbst erfolgt in der Transmission-Phase. Wird dabei ein Unicast-Paket ausgesendet, gehört zur Transmission-Phase auch die Empfangsbestätigung.
Theoretisch ist es denkbar, dass auch durch dieses aufwendige Verfahren Kollisionen auf dem Medium auftreten. Allerdings ist es praktisch sehr unwahrscheinlich.

### Hidden Terminal
Unter einem Hidden Terminal versteht man in Funknetzen eine Station, die für einen Teil der Sender im Funkschatten steht. Dieses Problem wird im IEEE 802.11-Standard durch das RTS/CTS-Verfahren gelöst. HIPERLAN verfolgt einen anderen Ansatz: Zum einen können die Header der HIPERLAN-Pakete, die mit niedrigerer Datenrate übertragen werden, auch außerhalb der eigentlichen Funkreichweite noch entschlüsselt werden, zum anderen können Stationen selbst erkennen, dass sie ein "Hidden Terminal" sind, wenn sie in der Contention-Phase gegen einen anderen Sender verlieren, jedoch die spätere Datenübertragung nicht mitbekommen. Für das "Hidden Terminal" werden dann die Wartezeiten heraufgesetzt, um Kollisionen zu verhindern.

### Weiterleiten von Datenpaketen
In HIPERLAN/1 können Stationen als "Forwarder" und "Non-Forwarder" markiert werden. Forwarder leiten Datenpakete für andere Stationen weiter, die im Funkschatten des Senders, aber in Reichweite der Station stehen. Die Stationen verwalten jede für sich eine Liste von "Forwarders", die für ein Ziel zuständig sind. Für Multicast bzw. Broadcast-Pakete sind nur eine kleinere Menge von "Forwarders" zuständig, die sogenannten Multipoint-Relays.

### Energiesparverfahren
Es stehen zwei Verfahren zur Wahl: Zum einen kann ein Empfänger seinen Sender abschalten und die Empfangsleistung reduzieren. Da Header mit reduzierter Datenrate versandt werden, kann der Empfänger diese immer noch entschlüsseln und erkennen, ob er gemeint ist. Wenn ja, wird der Doze-Modus beendet.
Alternativ kann eine definierte Station, der "p-Supporter", die Pakete für einen abgeschalteten Empfänger, "p-Saver" genannt, entgegennehmen. p-Supporter und p-Saver synchronisieren sich bezüglich ihrer Wachphasen, in denen der p-Supporter die Datenpakete weiterleitet.

## HIPERLAN/2
Der Nachfolger von HIPERLAN/1 wurde 2000 verabschiedet. Die wesentlichen Erweiterungen waren zusätzliche Funktionen, die es zu einem drahtlosen Zugangsnetz für Weitverkehrsnetze einsetzbar machen. Dabei wurde unter anderem an eine Koppelung zu UMTS und Wireless ATM (drahtloses ATM) gedacht. Für den Einsatz von Multimedia-Anwendungen können Dienstgüte-Parameter definiert werden.
HIPERLAN/2 kann die gleichen Frequenzen wie HIPERLAN/1 nutzen und zusätzlich den Bereich von 5470 bis 5725 MHz. Es unterstützt dabei Datenraten bis 54 MBit/s (analog zu IEEE 802.11a). Die Reichweiten sind ähnlich: 30 Meter innerhalb von Gebäuden und bis zu 150 Meter außerhalb.
Für HIPERLAN/2 wurde zusätzlich ein centralized mode, der dem Infrastrukturmodus im 802.11-Standard entspricht und ein direct mode, der dem Ad-hoc-Modus entspricht, definiert.
Im HIPERLAN/2-Standard wird ein anderes Schichtenmodell als in HIPERLAN/1 verwendet. Der Physical-Layer bleibt gleich, jedoch wird der Data-Link-Layer in eine MAC-Schicht, der die Radio-Link-Control-Schicht (RLC) und die Error-Control-Schicht (EC) parallel übergeordnet sind, geteilt. Oberhalb dieser Schichten wird ein Convergence-Layer definiert.

### Radio Link Control
Der Radio Link Control-Layer definiert Verschlüsselungsverfahren, Handover-Mechanismen, also das Weiterreichen von einer Basis-Station zur nächsten, Power-Management-Funktionen und Dienstprimitive zum Öffnen und Schließen von Verbindungen sowie zum Versand von Broadcast- und Multicast-Nachrichten.

### Error Control
Der Error Control-Layer stellt die fehlerlose Datenübertragung sicher. Dabei wird auf das sogenannte ARQ-Verfahren (Automatic Repeat Request) zurückgegriffen, bei dem im Fehlerfall eine Nachricht erneut angefordert wird.

### MAC
Der Aufbau der MAC-Schicht ist bereits oben beschrieben.

### Convergence Layer
Der Convergence Layer übernimmt die Zerteilung großer Datenpakete in kleinere für den Transport und stellt zwei Übertragungsverfahren dar: die zellbasierte und die paketbasierte Übertragung. Erstere überträgt analog dem ATM Pakete fester Länge, letztere Pakete unterschiedlicher Größe und ist damit mit Ethernet kompatibel.

### Interaktion mit anderen Netzen
HIPERLAN/2 nennt Verbindungsnetze zwischen verschiedenen HIPERLAN-Netzen Core-Network. Ein Core-Network ist meist ein Weitverkehrsnetz.

## Alternative: HIPERACCESS
HIPERACCESS stellt eine Alternative zu drahtgebundenen Verfahren dar, um die letzte Meile von einem Weitverkehrsnetz zu einem Teilnehmeranschluss zu überbrücken. Es bietet Datenraten von 23 MBit/s und eine Reichweite von bis zu 5 Kilometern.

## HIPERLINK
Über HIPERLINK können feste Punkt-zu-Punkt-Verbindungen mit Datenraten von bis zu 155 MBit/s und einer Reichweite von bis zu 150 Meter eingerichtet werden.